# Визит (фильм, 2015)
«Визи́т» (англ. The Visit) — американский фильм ужасов режиссёра  М. Найта Шьямалана. Он же написал сценарий. Главные роли исполнили Эд Оксенбулд, Оливия Деджондж, Дианна Даннаган и Питер Макробби. Премьера в США — 11 сентября 2015 года. Выход фильма в кинотеатрах России состоялся 26 ноября 2015 года.

## Сюжет
Пятнадцатилетняя Бекка и тринадцатилетний Тайлер отправляются на неделю к своим бабушке и дедушке, которых они до этого ни разу не видели, так как их мать долгие годы была с родителями в ссоре.
Бекка мечтает быть кинорежиссёром и собирается снять о поездке фильм, поэтому снимает всё, что происходит вокруг.
Дедушка и бабушка радушно встречают детей. Бабушка изумительно готовит. Детям кажется забавным то, что старики ложатся спать в половине десятого и им рекомендуют поступать так же.
В первую же ночь начинаются странности. Бекка, спустившись на кухню за печеньем, обнаруживает, что бабушка стоит внизу и ведёт себя довольно странно. Утром дедушка объясняет, что у бабушки психическое расстройство — сумеречная спутанность. Днём она ведёт себя нормально, а ночью как лунатик. Такое нередко случается с пожилыми людьми. Это объяснение вроде бы успокаивает детей, но странности продолжаются: бабушка ночами бродит по дому, царапает стены, бегает на четвереньках; дедушка в городе набрасывается на постороннего человека с кулаками или без повода облачается в праздничный костюм.
Дети решаются установить на ночь в гостиной скрытую камеру и утром видят на записи, что бабушка, обнаружив камеру, в ярости хватает нож и пытается проникнуть в их комнату. Поняв, что дело принимает опасный оборот, дети звонят по скайпу матери и делятся своими опасениями. Увидев стариков, мать приходит в ужас и сообщает, что это не её родители, а посторонние люди. Она срочно выезжает за детьми, параллельно пытаясь дозвониться в местное отделение полиции.
Между тем дедушка предлагает провести последний вечер за настольной игрой. Во время игры, в 21:30, у бабушки начинается приступ сумеречной спутанности, она ведёт себя как сумасшедшая. Бекка же спускается в подвал в поисках улик, где находит трупы своих настоящих родственников, а также спецодежду из психиатрической клиники, где они работали. За этим занятием её застаёт ложный дедушка и объясняет, что они проходили лечение в психиатрической клинике и очень завидовали бабушке и дедушке Бекки и Тайлера, что те проведут целую неделю с внуками. Своих внуков у пациентов не было, так как Клэр (ложная бабушка) утопила своих детей. Пациенты решили убить дедушку и бабушку, занять их место и насладиться неделей, проведённой с внуками. Но внуки ведут себя плохо, не слушаются, спускаются в подвал, что им было запрещено, поэтому их тоже придётся убить.
Бекка и Тайлер вступают в схватку с душевнобольными стариками, им удаётся покинуть дом. В этот момент приезжают полиция и их мать, дедушка и бабушка остаются в доме.
На последнем кадре мать рассказывает на камеру о моментах из своего детства.

## В ролях
| Актёр               | Роль              |
| ------------------- | ----------------- |
| Оливия Дейонг       | Ребекка внучка    |
| Эд Оксенбульд       | Тайлер внук       |
| Динна Даннаган      | Дорис бабушка     |
| Питер Макробби      | Джон дедушка      |
| Кэтрин Хан          | Пола мать         |
| Бенджамин Кейнс     | Роберт отец       |
| Эрика Линн Маршалек | пассажирка поезда |
| Джон Дуглас Рейни   | офицер полиции    |
| Брайан Гилди        | офицер полиции    |
| Шоун Гонсалес       | пассажир поезда   |

## Производство
Съёмки начались 24 февраля 2014 года, и первоначально фильм назывался Sundowning («Ночная спутанность»). Снимали в штате Пенсильвания (Роерсфорд, Честер Спрингс и Филадельфия). В качестве продюсеров выступили сам Шьямалан и Марк Бьенсток, а также студия М. Найта Шьямалана Blinding Edge Pictures. Исполнительными продюсерами фильма стали Стивен Шнайдер и Ашвин Раджан. Позже к процессу производства ленты присоединился продюсер Джейсон Блум и его студия Blumhouse Productions.

## Релиз
Премьера в США прошла 11 сентября 2015 года. Официальный трейлер вышел 17 апреля 2015 года и шёл в кинотеатрах перед фильмом «Убрать из друзей». Один из авторов-контрибуторов журнала The Forbes кинокритик Скотт Мендельсон уже назвал «Визит» самым ожидаемым фильмом 2015 года в своем личном рейтинге. По итогам проката фильм собрал больше 95 миллионов долларов.
На Blu-ray и DVD фильм был выпущен 5 января 2016 года.

## Музыка
В фильме нет оригинальных саундтреков, поскольку он относится к жанру найденных фильмов. Музыкальная тема эпилога приписывается Полу Кантелону. Также несколько песен звучат во время фильма.

## Сборы
В Соединённых Штатах и Канаде фильм собрал более 65,2 млн долларов США, а на других территориях — свыше 33,2 млн долларов США. Общие сборы составили более 98,4 млн долларов США при бюджете в 5 млн.
В первые выходные фильм собрал 25,4 миллиона долларов, заняв таким образом второе место в рейтинге Box Office сразу после «The Perfect Guy» с разницей всего в 460 тысяч долларов.

## Оценка критиков
Фильм получил смешанные отзывы от критиков. На обзорном сайте Rotten Tomatoes на основании 224 отзывов фильм получил рейтинг одобрения 67 % со средней оценкой 5,8/10. Итоговое мнение сайта гласит: «Визит предоставляет поклонникам ужасов приятную смесь острых ощущений и смеха, а также сигнализирует о долгожданном возвращении к форме сценариста-режиссера М. Найта Шьямалана». В рейтинге Metacritic фильм имеет оценку 55/100, основанную на мнении 34 критиков, что относит его к фильмам, имеющим «смешанные или средние оценки». Аудитория CinemaScore дала фильму средний балл «B-» по шкале от A+ до F. В своей колонке «Обсервера» Марк Кермод оценивал фильм, размышляя, будет ли он хуже, чем «Девушка из воды». Он писал: «Это фильм ужасов? Или комедия? Публика называет это «оригинальным триллером», но это ни то, ни другое». Майк МакКэхилл дал фильму одну звезду из пяти в своем обзоре для The Guardian, где сказал, что фильм был «скучным, производным и совершенно не страшным». Скотт Мендельсон из Forbes назвал фильм Шьямалана «восхитительно жутким и забавным маленьким триумфом». Он писал: «Визит — это то, чего мы так долго ждали, ребята. Он хорош. О, честное слово, он хорош. Но что более важно, он превосходен именно тем, что напоминает нам, почему М. Найт Шьямалан был когда-то гением. Он богат, наполнен персонажами с отлично показанной индивидуальностью, часто сверкающими остроумием и удивительной порядочностью». В «Нью-Йорк таймс» Манола Даргис описала фильм как «забавно-мрачную сказку, где Шьямалан вернулся к своим основам, с урезанной историей и масштабами, в значительной степени неизвестным (но превосходным) составом актёров и одним из тех классически окрашенных сюжетов о детской опасности, которые стабильно пугали аудиторию на протяжении поколений». Она наряду с другими критиками видела фильм как современную версию классической сказки о Гензель и Гретель.